# إيبسن مارتينيز
إيبسن مارتينيز (بالإسبانية: Ibsen Martínez) هو صحفي وكاتب فنزويلي، ولد في 20 أكتوبر 1951.